# Revolució Mexicana
La Revolució Mexicana va ser un moviment social i cultural violent, matisat per tendències socialistes i nacionalistes, que es va realitzar de 1910-1917 amb alguns combats fins a 1920. Aquest moviment va formar el Mèxic del segle xx, ja que va tenir un fort impacte en els treballadors socials i en l'agricultura, i la constitució que es va derivar d'aquest moviment va ser la primera del món que va reconèixer les garanties socials i els drets laborals col·lectius. D'aquest moviment van sorgir personatges internacionals d'esquerra com els pintors Diego Rivera i Frida Kahlo, i els rebels Emiliano Zapata i Pancho Villa.

## Antecedents Socials
Durant la fi de segle xix Mèxic va ser governat per Porfirio Díaz. La seva presidència es va caracteritzar per la promoció de la indústria i la pacificació del país. Va fomentar la inversió estrangera principalment dels nord-americans, els francesos i els anglesos. Malgrat el creixement macroeconòmic del país, la pau i el progrés relatius es van assolir a costa de la sobreexplotació de les classes camperola i obrera, concentrant la riquesa, el poder polític i l'accés a l'educació en un grapat de famílies posseïdores de grans latifundis.
Per a eleccions de 1910, Porfirio Díaz va decidir postular-se com a candidat per cinquena ocasió, però el seu adversari va ser Francisco Ignacio Madero González, un popular i acabalat empresari educat a l'estranger que simpatitzava amb les reformes socials i els ideals socialistes i liberals dels germans Flores Magón. Díaz va ordenar l'arrest de Madero mentre feia campanya en Monterrey, i va poder reelegir-se una vegada més a la Presidència de la República. Madero va aconseguir fugir i exiliar-se en San Antonio, Texas, on va redactar el Pla de San Luis en el qual convocava a un aixecament armat que havia d'iniciar el 20 de novembre, 1910. Addicionalment, el pla declarava nul·les les eleccions de 1910, desconeixia al govern de Díaz, nomenava a Madero president provisional, restituïa als indígenes les terres que se'ls havia confiscat i establia el principi de no reelecció (encara vigent a Mèxic). Molts intel·lectuals es van unir al moviment, així com els indígenes encapçalats per Emiliano Zapata al sud, i Pancho Villa i Pascual Orozco al nord. El 10 de maig de 1911 els revolucionaris prenen Ciudad Juárez, i Madero entra triunfant i nomena el seu primer gabinet. Díaz va decidir renunciar al govern i es va exiliar a França.

## La Revolució
Després de la renúncia del president Díaz es va formar un govern provisional encapçalat per Francisco León succeït per Madero el 1911. No obstant això, dos anys després Madero seria víctima d'un cop d'estat encapçalat pel general Victoriano Huerta que el va fer matar i es proclamaria president de la nació. Aquest havia planejat el cop amb l'ambaixador dels Estats Units a Mèxic, Henry Lane Wilson, ja que les reformes socials i laborals liberals promogudes per Madero afectaven els interessos dels nord-americans i britànics qui controlaven les empreses petrolieres del país.
Els cabdills van enfocar la lluita en contra del nou govern de Huerta, en una llarga guerra on cada cabdill tenia diferents ideals. Per a aturar la lluita Venustiano Carranza, governador de l'estat de Coahuila va formar l'Exèrcit Constitucionalista amb la intenció de pacificar al país adoptant la major part de les demandes socials esgrimides pels rebels i integrant-les en una nova constitució progressista i socialista. Carranza va assolir plasmar la major part de les demandes en el text de la Constitució de 1917. Amb aquesta va acabar oficialment la Revolució, encara que no pas la violència, que continuaria per alguns anys més.

## Després de la Revolució
El govern de Carranza va durar poc. El general Álvaro Obregón Salido, qui s'havia ocupat en la primera etapa del seu govern com a Ministre de Guerra i Marina, es va revoltar en veure's en desavantatge en la seva lluita per la candidatura oficial en les pròximes eleccions nacionals i Carranza va morir de dos trets el 21 de maig de 1920. Obregón va assumir el poder i va demostrar no només ser un hàbil militar, car va acabar de pacificar la major part del país, sinó un hàbil polític que va fomentar la creació de múltiples sindicats i centrals obreres i alhora es va fer del seu suport. Va ser succeït pel també general Plutarc Elías Calles, qui promouria algunes lleis anticlericals i fundaria el Partit Nacional Revolucionari (PRN) que es convertiria en el Partit Revolucionari Institucional, que uniria a tots els generals de la Revolució i els seus ideals.

## Assoliments i conseqüències de la revolució
El més gran assoliment de la Revolució va ser la constitució de Mèxic de 1917, que regeix actualment al país i va ser la primera constitució progressista i social del món, que va reconèixer els drets dels treballadors, dels camperols, i sobretot dels indígenes. Continuant amb el caràcter nacionalista i socialista de la Revolució, els presidents post-revolucionaris van a realitzar l'expropiació petroliera, el repartiment de terres als camperols i indígenes, es va promoure l'educació gratuïta bilingüe a les comunitats indígenes i es va crear l'Institut Mexicà de l'Assegurança Social. El país va ser impulsat de manera important davant la segona revolució industrial, els costums, la fesomia de les ciutats, els transports i la producció de béns materials van canviar radicalment.
Amb aquests i altres canvis, Mèxic va assolir un impressionant creixement econòmic que va ser anomenat pels economistes nacionals i estrangers com al "Miracle Mexicà". En aquest període molts immigrants sud-americans i europeus, principalment espanyols i catalans exiliats de la Guerra Civil espanyola, es van establir al país.
No obstant això, el Partit Revolucionari Institucional es convertiria en el partit més poderós de la política mexicana, pràcticament el partit de l'Estat, guanyant gairebé totes les eleccions fins als anys vuitanta, i va ser acusat en moltes ocasions de frau electoral i corrupció. El Miracle Mexicà no assoliria el creixement econòmic necessari per a igualar el creixement demogràfic sobretot després de la crisi petroliera dels anys setanta, i el país s'enfonsaria en una greu crisi econòmica.